# Посёлок детского городка «Дружба»
Детского городка «Дружба» — посёлок сельского типа в Рузском районе Московской области, входящий в сельское поселение Колюбакинское. Население — 71 чел. (2010). До 2006 года посёлок входил в состав Краснооктябрьского сельского округа
Посёлок расположен на северо-востоке района, примерно в 6 километрах к северо-востоку от пгт Тучково, на левом берегу Москва-реки, высота центра над уровнем моря 172 м. Ближайший населённый пункт — примыкающий с севера посёлок дома отдыха «Тучково» ВЦСПС.

## Население
| 2002 | 2006 | 2010 |
| ---- | ---- | ---- |
| 68   | ↗97  | ↘71  |